# Jens Christian Skou
Jens Christian Skou [⁽ˈ⁾jɛns kʰʁæsd̥jæn ˈsg̊ʌʊ̯ˀ] (Lemvig, 8 de octubre de 1918-Aarhus, 28 de mayo de 2018) fue un químico y profesor universitario danés, ganador del Premio Nobel de Química de 1997.

## Biografía
Nació en una familia acomodada. Su padre, Magnus Martinus Skou, fue un comerciante de carbón y madera de construcción. Su madre, Ane-Margrethe Skou, tomó la compañía después de la muerte de su padre.
Estudió medicina en la Universidad de Copenhague, donde se graduó en 1944 y se doctoró en 1954. En 1947 fue nombrado profesor de la Universidad de Aarhus, y en 1977 fue nombrado profesor de biofísica, cargo que ocupó hasta su jubilación en 1988.

## Investigaciones científicas
Interesado en los transportes químicos de los iones, fue galardonado con la mitad del Premio Nobel de Química del año 1997 por el descubrimiento de la enzima transportadora de iones de sodio y potasio, la bomba sodio-potasio. La otra mitad del premio recayó en el químico estadounidense Paul D. Boyer y el inglés John E. Walker por el descubrimiento de la síntesis química de la molécula de la adenosina trifosfato.
Recibió el premio por su trabajo en ATPasa.

## El descubrimiento de Skou
Skou estudiaba la acción de los anestésicos locales sobre la membrana celular. Pensó que una proteína, a través de un cambio de conformación, era responsable de la apertura de los canales de la membrana de los axones de las neuronas para sodio y que el anestésico local bloqueaba estos canales inhibiendo la propagación del impulso nervioso.
El problema era que la proteína responsable de la apertura de la membrana de la neurona para el sodio era desconocida, y que no existía ningún método para medir los cambios conformacionales de la proteína en una monocapa. Entonces decidió usar una proteína con actividad enzimática, incorporarla en una monocapa, añadir los anestésicos locales a la fase acuosa, y ver si la penetración en la monocapa tenía influencia en la actividad enzimática, y tomó esto como una indicación de un cambio en la conformación.
Así pues, no era el aislamiento de la bomba de sodio potasio lo que buscaba, sino dilucidar el mecanismo de acción de los anestésicos locales. Casualmente, acabó realizando uno de los más importantes avances en Biología.
La bomba sodio-potasio es una enzima que se encuentra en todas las membranas plasmáticas de todos los animales. Debido a que es vital para las funciones biológicas se encuentra en gran cantidad en cualquier muestra de tejido animal, y, por ello, Jens Skou trató de utilizarla como marcador en sus investigaciones.
El descubrimiento de la bomba procedió de su aislamiento por este científico, ya que la necesitaba caracterizar para sus propósitos de usarla en sus métodos experimentales. Para ello tomó membrana de células de pata de cangrejo y trató de reproducir las condiciones en las que la acción de la bomba fuera detectable. Lo primero que hizo fue asegurarse de que el sistema estaba libre de fuentes de contaminación que pudieran afectar al curso normal de la reacción.
Para estudiar la influencia de iones específicos críticos para la reacción, adicionó distintos iones a ambos lados de la membrana y midió las variaciones que evidenciaban la actividad de la enzima. Los iones añadidos deberían estar totalmente libres de contaminación por con iones de distinto signo, así, al incluir ATP en el experimento lo hacía en su forma ácida para que no se encontrara combinado con iones contaminantes.
Descubrió que la enzima necesitaba de cationes de sodio, de potasio y de magnesio, como también de ATP para su actividad. Lo primero que se observó fue la capacidad ATPásica de la enzima, es decir, que hidrolizaba ATP a ADP y fosfato inorgánico. Esto le indicó que la enzima catalizaba un proceso que requiere energía. Después, para conocer en qué condiciones la enzima era más activa, varió las concentraciones de los cationes que había caracterizado como básicos para la reacción. Comprobó que la concentración de magnesio no afectaba para nada a la reacción a partir de un límite mínimo y también determinó el pH óptimo para la actividad. Ambos factores eran constantes y fáciles de calcular, por lo que dedujo que no debían tomar parte activa en la reacción. No obstante, vio que las concentraciones de sodio y potasio eran cruciales para el nivel de actividad del enzima. Supuso que los dos cationes eran los sustratos del enzima y se dispuso a comprobar cómo variaba la actividad cuando variaban las concentraciones de ambos. Los resultados mostraron que:
1. En ausencia de sodio la actividad era nula, y en ausencia de potasio, muy baja y efímera.
2. Añadiendo concentraciones crecientes de los dos cationes se alcanzaba un pico en la actividad ATPásica que después decrecía.
3. Si a la misma cantidad de potasio se le añadía sodio de forma creciente, la actividad crecía en la misma medida hasta un límite donde se establecía.
4. Si a la misma cantidad de sodio se le añadía potasio de forma creciente, la actividad alcanzaba pronto un máximo y luego decrecía.

De aquí se pueden extraer las siguientes conclusiones:
1. Tanto el sodio como el potasio eran necesarios para la reacción.
2. El sodio funcionaba como un sustrato normal que cuanto más concentrado, la enzima es más activa hasta que se satura.
3. El potasio funciona como sustrato pero a la vez como inhibidor.
4. El potasio se fija al centro activo para el sodio inhibiendo la actividad a altas concentraciones.
5. Debía haber dos centros activos separados: uno para el sodio y otro para el potasio.
6. Al consumir ATP la enzima debía ser una bomba de transporte activo de iones.

A raíz de la importancia de este descubrimiento, Jens Skou abandonó sus anteriores investigaciones y se dedicó por entero a estudiar esta enzima tan importante.

## Repercusión en el mundo científico
Los experimentos de Jens Skou sentaron las bases científicas de lo que sería la posterior investigación y descubrimiento del transporte activo transmembrana, de las diferentes bombas ATPásicas, de los gradientes de concentración y su función, y de la transmisión de las señales nerviosas en el organismo.
Colaboró con otros investigadores para poder llevar a cabo sus investigaciones llegando incluso a relacionarse con algunos gigantes de la ciencia como Albert Szent-Györgyi, Severo Ochoa y George Wald.
En 1958, Robert Post descubrió que por cada 3 iones de sodio que salían de la célula, en condiciones normales, entraban 2 iones de potasio. Junto con el descubrimiento de la Na+/K+ ATPasa se pudo explicar definitivamente el funcionamiento de esta enzima. Posteriormente explicó el transporte activo en los eritrocitos. En 1962, Hoffman investigó el efecto de diferentes nucleótidos en la actividad de la bomba. En los años 70, Garay y Garran estudiaron el efecto de la oubaína en el grado de concentración interna de Na+.
Ya en la década de los 80 y de los 90, otros científicos como Shull, Marks, Seed y Sweadner realizaron diversos experimentos para esclarecer lo que aún no se conocía y prácticamente fueron capaces de explicar el mecanismo de funcionamiento de la Na+/K+ ATPasa y de muchos procesos relacionados con ella.
Antes de que se descubriera la bomba de Na+/K+, apenas se tenían conocimientos del transporte activo. Pero a partir de los experimentos de Skou, muchos investigadores pudieron avanzar en este campo y explicarlo. Por este sobresaliente hito científico, Jens Skou fue galardonado con el Premio Nobel de Química en 1997.